# Zelaya (ort i Argentina)
Zelaya är en ort i Argentina.   Den ligger i provinsen Buenos Aires, i den centrala delen av landet, 50 km nordväst om huvudstaden Buenos Aires. Zelaya ligger 25 meter över havet och antalet invånare är 2 641.
Terrängen runt Zelaya är mycket platt. Runt Zelaya är det mycket tätbefolkat, med 1 632 invånare per kvadratkilometer.. Närmaste större samhälle är Pilar, 10,4 km söder om Zelaya.
Runt Zelaya är det i huvudsak tätbebyggt.